# Tetragnatha lauta
Tetragnatha lauta là một loài nhện trong họ Tetragnathidae.
Loài này thuộc chi Tetragnatha. Tetragnatha lauta được miêu tả năm 1959 bởi Yaginuma.

## Hình ảnh

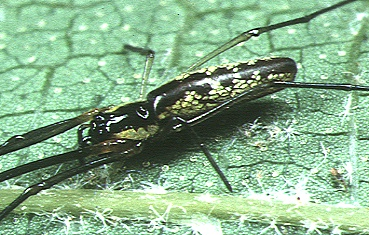